# Jakob Braun (Blindenpädagoge)
Jakob Braun (* Juli 1795 in Bruck an der Leitha; † 3. Juli 1839 in Wien) war der erste österreichische Blindenschüler und unterrichtete am Blindenerziehungsinstitut in Wien.

## Leben
Jakob Braun erblindete im Alter von drei Jahren als Folge der Blattern. Am 13. Mai 1804 nahm Johann Wilhelm Klein den Jungen bei sich in Wien auf, um ihn zu unterrichten. Dieser Tag gilt als die Geburtsstunde der Blindenbildung im deutschen Sprachraum und speziell des heutigen Blindenerziehungsinstituts in Wien. Nach etwa einem Jahr Hausunterricht unterzog man Jakob Braun einer Prüfung vor großem Publikum. Das Ergebnis war für Lehrer wie Schüler sehr zufriedenstellend. Auch die Schulbehörde konnte so vom Erfolg des Blindenunterrichts überzeugt werden und Klein durfte weitere blinde Schülerinnen und Schüler aufnehmen und unterrichten. Nach seiner Schulausbildung arbeitete Braun als Arbeitslehrer und Haustischler im Blindeninstitut Wien. Als Lehrer war er ein großes Vorbild für seine Schülerinnen und Schüler.
Jakob Braun starb 1839 im Allgemeinen Krankenhaus in Wien.